# Frau

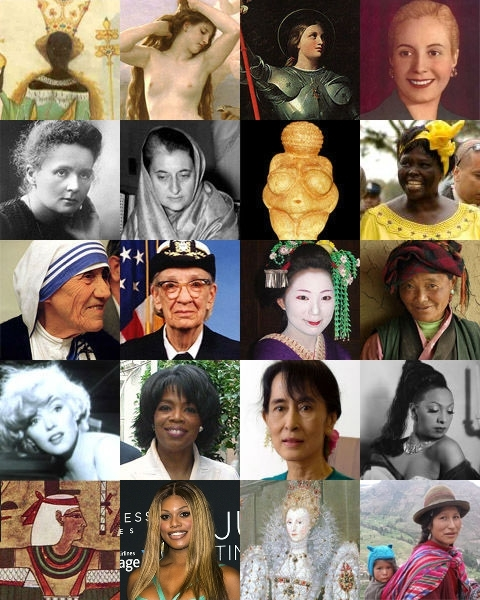
Eine Zusammenstellung von 20 Frauenporträts

Frau (mittelhochdeutsch frouwe, von althochdeutsch frouwa „vornehme, hohe Frau; Herrin“, wie althochdeutsch frō und gotisch frauja, „Herr“, zu germanisch fraujan „Herr“), lateinisch und fachsprachlich auch Femina, bezeichnet einen weiblichen erwachsenen Menschen. Weibliche Kinder und Jugendliche werden als Mädchen bezeichnet. Die höfliche Anrede für eine Frau lautet im Deutschen Frau, gefolgt vom Familiennamen der Angesprochenen. In manchen Kontexten ist noch die Bezeichnung als Dame üblich.
Frauen mit typischer genetischer Entwicklung weisen ein Chromosomenpaar XX auf und sind im Gegensatz zu Männern in der Regel in der Lage, von der Pubertät bis zur Menopause schwanger zu werden und Kinder zu gebären. Die weibliche Anatomie umfasst im Unterschied zur männlichen die Eileiter, Eierstöcke, Gebärmutter, Vagina, Vulva, Paraurethraldrüse und Bartholin-Drüsen. Das Becken der erwachsenen Frau ist tendenziell breiter, die Hüften sind breiter und die Brust ist größer und fetthaltiger als die eines erwachsenen Mannes. Frauen haben deutlich weniger Gesichts- und andere Körperhaare, einen höheren Körperfettanteil und sind im Durchschnitt kleiner und weniger muskulös als Männer.
Im Laufe der Menschheitsgeschichte haben traditionelle Geschlechterrollen häufig die Aktivitäten und Möglichkeiten von Frauen definiert und eingeschränkt (vergleiche Weiblichkeit). Vor allem mit der Erringung des allgemeinen Wahlrechts für Frauen lockerten sich im Laufe des 20. Jahrhunderts die Rollenbeschränkungen in vielen Gesellschaften (vergleiche Geschlechterordnung); Frauen wurden als gleichberechtigte und eigenständige Menschen verstanden und erhielten Zugang zu Berufsfeldern, Aufstiegschancen und höherer Bildung, wodurch sie mehr Meinungsfreiheit erreichten und nicht mehr auf traditionelle Hausfrauenrollen festgelegt wurden.

## Biologische Merkmale

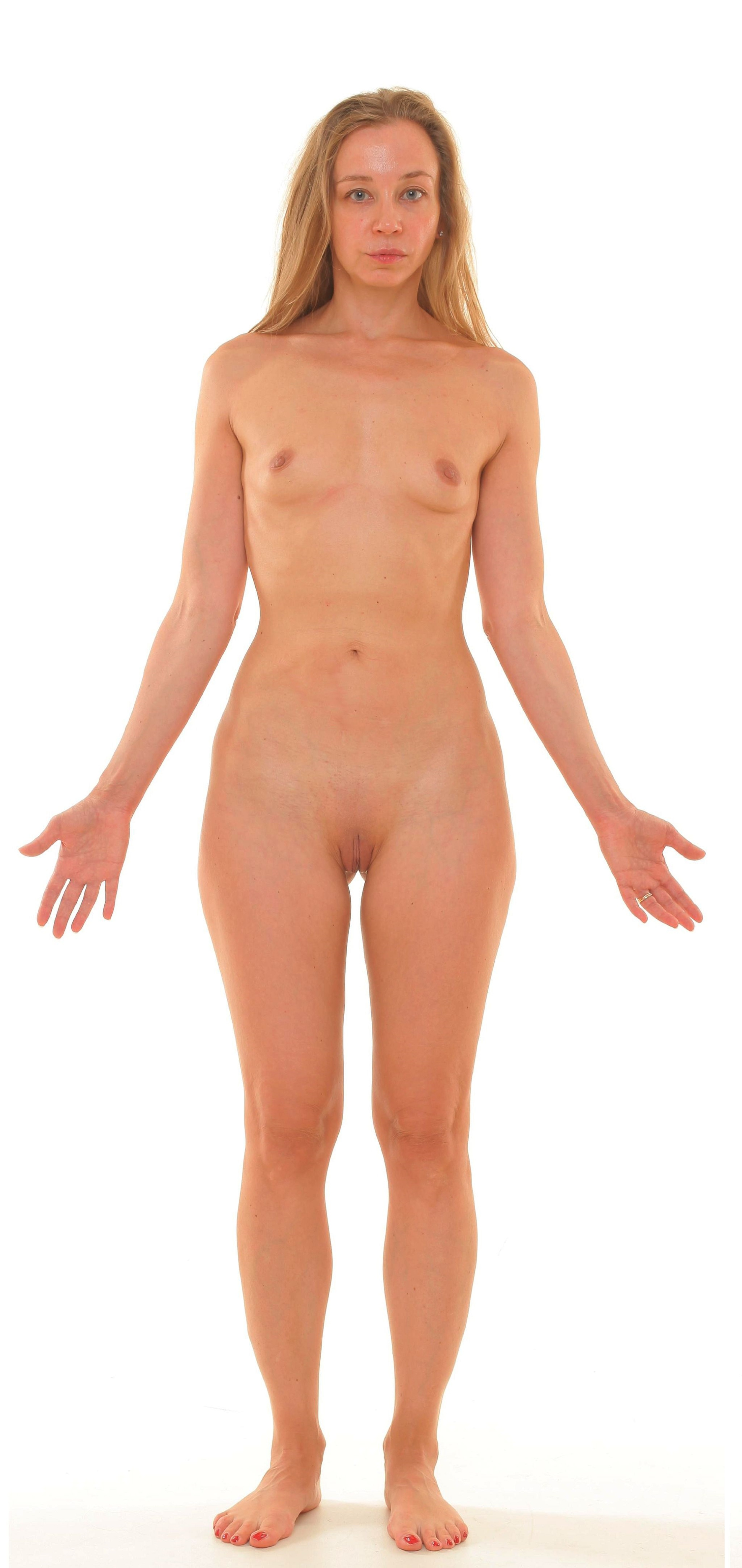
Eine rasierte, unbekleidete Frau in anatomischer Standardposition

### Genetische Merkmale

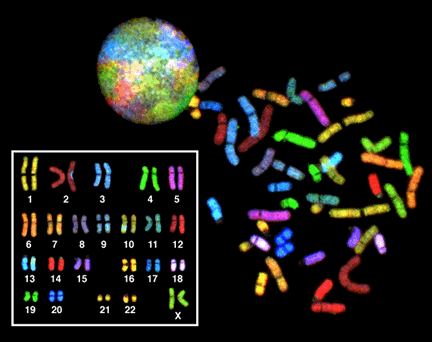
Karyotyp einer Frau

Aus molekularbiologischer Sicht unterscheidet sich die Frau vom Mann durch das Chromosomenpaar XX in den Geschlechtschromosomen. Dieser Unterschied führt zu einem Geschlechtsdimorphismus und bildet das chromosomale Geschlecht. Durch das Zusammentreffen eines X-Chromosoms von mütterlicher Seite (Eizelle) und eines X-Chromosoms von väterlicher Seite (Spermium) in der Zygote entsteht dieser in Bezug auf die Ausbildung der Geschlechtsorgane schon während der Embryonalentwicklung. Frauen besitzen in ihrem Chromosomensatz in der Regel zwei X-Chromosomen, während Männer in der Regel nur ein X- und das geschlechtsbestimmende Y-Chromosom haben, auf dem die Sex determining region of Y (SRY) liegt und das beim Mann für die embryonale Produktion des Hoden-determinierenden Faktors (TDF für englisch Testis-determining factor), eines Proteins, verantwortlich ist. Wird TDF gebildet, kommt es zur Ausbildung männlicher Merkmale. Bei Fehlen des TDF bilden sich weibliche Merkmale. Durch verschiedene genetisch bedingte Ursachen kann sich ein Embryo deshalb ausnahmsweise auch trotz eines 46,XY-Chromosomensatzes zu einem weiblichen Baby entwickeln (siehe auch XY-Frau).

### Morphologische und physiologische Merkmale

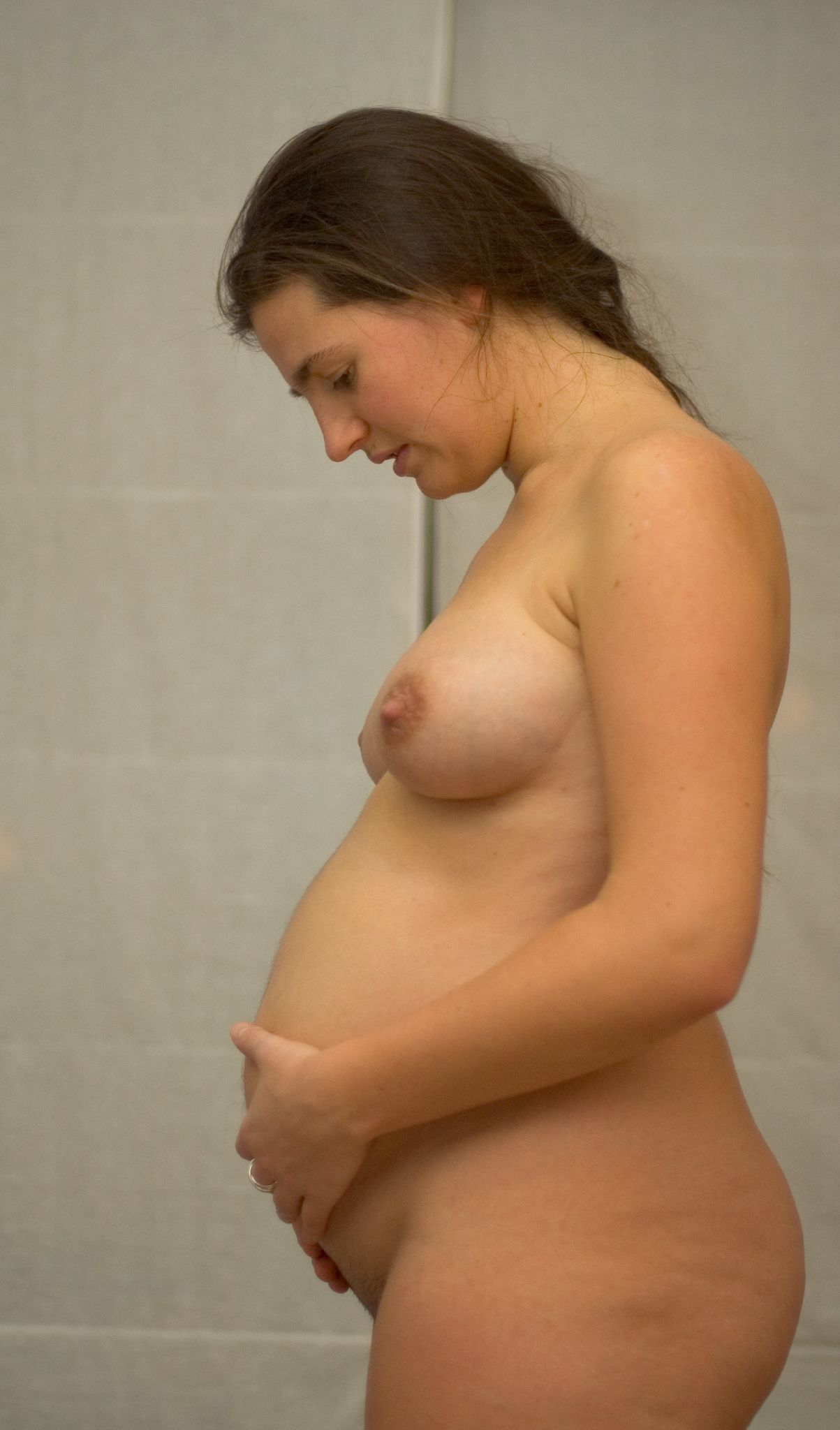
Schwangere Frau

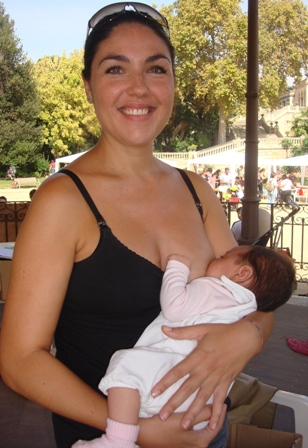
Frau mit Säugling

Frauen unterscheiden sich körperlich von Männern in den primären und sekundären Geschlechtsmerkmalen, dem somatischen Geschlecht. Die primären Geschlechtsmerkmale der Frau sind die eigentlichen weiblichen Geschlechtsorgane, die zum größten Teil im Körper liegen und der Fortpflanzung dienen. Zu den sekundären Geschlechtsmerkmalen der Frau gehören zum Beispiel der Busen, die Körperform, die geringere Körperbehaarung und die Stimme.
Die inneren Geschlechtsorgane der Frau bestehen aus der im Körper liegenden Gebärmutter mit den paarigen Eileitern sowie den weiblichen Keimdrüsen, den Eierstöcken, in denen die Eizellen als weibliche Keimzellen angelegt werden und reifen. Die Gebärmutter ist über die durchschnittlich 4–9 cm lange Vagina mit der Vulva verbunden, die das äußere primäre Geschlechtsteil der Frau bildet. Der Vaginalausgang liegt dabei zwischen den kleinen und großen Schamlippen im Scheidenvorhof, in den auch die Harnröhre als Ausgang der Harnblase mündet. An der vorderen Umschlagfalte der kleinen Schamlippen liegt die durchschnittlich 9–11 cm große Klitoris als zylinderförmiges, von Schwellkörpergewebe gebildetes und erektiles Organ, das mit sensiblen Nervenenden durchsetzt ist und dadurch besonders in der Lage ist, auf Berührung zu reagieren.
In den weiblichen Brüsten, die mit den darin liegenden Milchdrüsen zu den sekundären Geschlechtsmerkmalen gehören und sich erst mit der Pubertät ausbilden, wird nach einer Geburt eines Kindes Muttermilch gebildet, mit der die Mutter das Neugeborene stillen kann, bis es mit anderer Nahrung (Babynahrung) gefüttert werden kann.
Neben den unterschiedlichen Fortpflanzungsorganen und Brüsten gibt es tendenziell einige weitere körperliche Unterschiede zwischen Mann und Frau, die auch als tertiäre Geschlechtsmerkmale bezeichnet werden. So unterscheidet sich zum Beispiel der weibliche Knochenbau insbesondere beim Becken teilweise deutlich vom männlichen. Der Gesichtsschädel unterscheidet sich geringfügig, auch der Muskelanteil und die Verteilung und Ausprägung von Fettgeweben ist meist anders als beim Mann. Der Körper der Frau ist tendenziell weniger muskulös als der des Mannes; während der Anteil des Skelettmuskelgewebes bei Frauen durchschnittlich etwa 23 Prozent ausmacht, beträgt er bei Männern rund 40 Prozent. Begründet wird der Unterschied vor allem durch die Wirkung des männlichen Sexualhormons Testosteron, das stark muskelaufbauend wirkt. Bedingt hierdurch kann eine durchschnittlich gebaute Frau nur etwa 65 % der Muskelkraft eines durchschnittlichen Mannes entwickeln. Ebenfalls hormonell bedingt ist eine höhere Anfälligkeit von Frauen gegenüber der knochenabbauenden Krankheit Osteoporose, die etwa 25 % der Frauen nach der Menopause betrifft und vor allem durch die nach den Wechseljahren fehlende Produktion von Östrogenen bedingt ist. Bei Männern kann diese Krankheit ebenfalls vorkommen, tritt hier jedoch seltener und meist in höherem Alter auf.
Einen weiteren markanten Unterschied zwischen den Geschlechtern gibt es beim Frequenzspektrum der menschlichen Stimme durch die unterschiedliche Größe des Kehlkopfes und Länge der Stimmbänder.
In welchem Grad körperliche Merkmale, sofern sie auch individuell vorhanden sind, als „typisch weiblich“ angesehen werden, hängt von der Erziehung und Prägung ab. Alle Frauen haben auch sogenannte „männliche Anteile“ – und umgekehrt (siehe Weiblichkeit sowie Männlichkeit).

### Hormonelle Merkmale und Menstruation

Schematische Darstellung des Ovarialzyklus

Ein wesentlicher Unterschied zwischen Männern und Frauen wird durch die hormonelle Ausstattung und den dadurch gesteuerten Menstruationszyklus gebildet. Die hormonelle Regelung wird vor allem durch das Zusammenspiel des Follikelstimulierenden Hormons (FSH-Hormon), das bei beiden Geschlechtern in bestimmten Zellen des Vorderlappens der Hypophyse (Adenohypophyse) gebildet wird, und der in den Eierstöcken in Follikeln und im Gelbkörper gebildeten Östrogene und Progesteron sowie dem luteinisierenden Hormon bedingt.
Der Zyklus besteht dabei aus einem regelmäßigen und etwa in einem monatlich stattfindenden Rhythmus angelegten Ablauf, bei dem jeweils die Reifung einer Eizelle in einem Ovarialfollikel im Eierstock bis zum Eisprung (Ovulation) etwa zur Hälfte des Zykluszeitraums stattfindet. Während sich die Eizelle über den Eileiter zur Gebärmutter bewegt, wird der Follikel zum Gelbkörper und zuletzt vollständig abgebaut. Parallel zur Eireifung wird in der Gebärmutter ein Endometrium und im Bereich des Gebärmutterhalses ein Schleimpfropfen (Zervixschleim) aufgebaut, das im Fall einer Befruchtung die sich dann bildende Zygote aufnehmen und als Mutterkuchen ernähren kann. Kommt es nicht zu einer Befruchtung und Einbettung der Eizelle, wird das Endometrium zum Ende des Zyklus wieder abgebaut und führt zur Monatsblutung der Frau.
Neben dem veränderten Spiegel der beteiligten Hormone, die im Fall des FSH, LH und der Östrogene zum Eisprung ihren höchsten Wert haben und im Fall des Progesteron während der zweiten Hälfte des Zyklus an- und wieder absteigen, sowie den organischen Veränderungen der Gebärmutterschleimhaut und der Zervix, verändert sich auch die Basaltemperatur der Frau, indem sie nach dem Eisprung ansteigt und bis zur Monatsblutung wieder abfällt.

## Die Frau in der Kulturgeschichte
Die Rolle der Frau in der Gesellschaft ist abhängig von den verschiedenen Kulturen unterschiedlich und hat sich über die Zeit und die Entwicklung der Kulturen teilweise stark verändert.

### Frauen in der Urgeschichte und in Naturvölkern

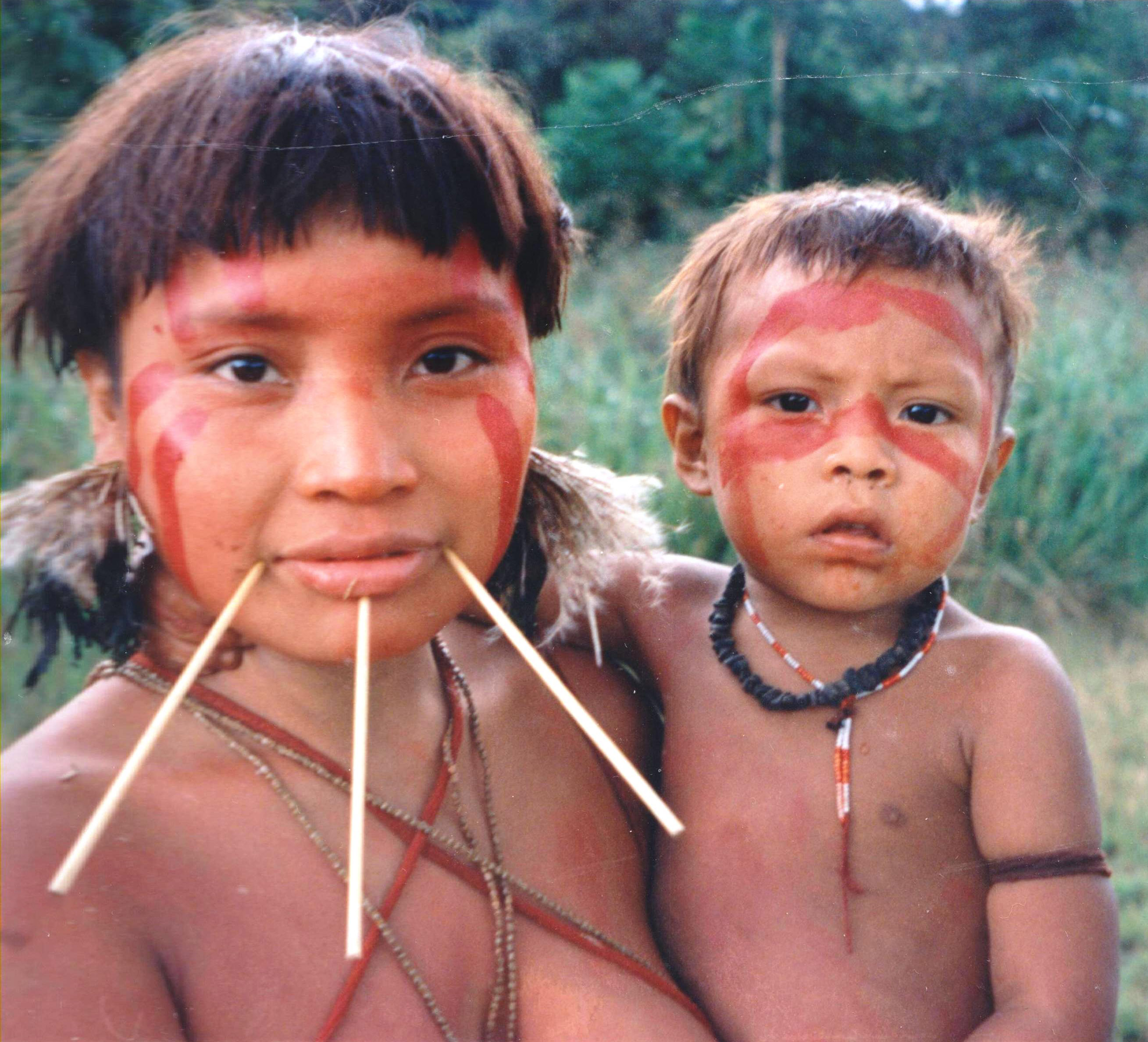
Die Versorgung von Kindern schränkt die Mobilität von Frauen ein (Yanomami-Frau mit Kind)

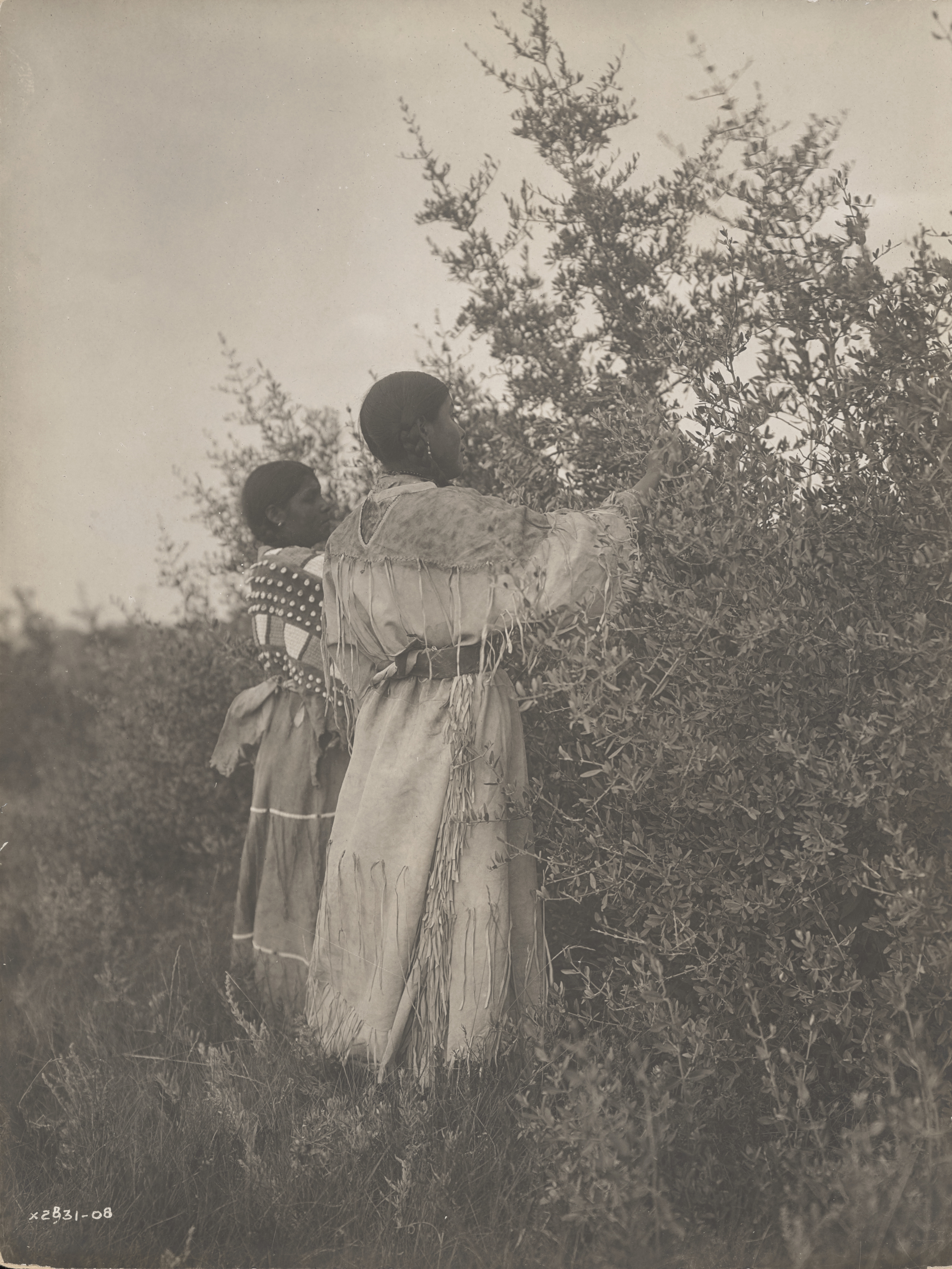
Mandan-Mädchen pflücken Beeren (Edward S. Curtis, etwa 1908)

Bei rezenten und historischen Naturvölkern ist die Rolle der Frau verschiedenartig. In den meisten Völkern übernimmt sie vornehmlich die Rolle der Kinderaufzucht und -erziehung und bleibt daher meistens in der Nähe der Siedlungen. Bei Jäger- und Sammlerkulturen ist sie in der Regel die Person, die das Feuer hütet und die Nahrung zubereitet, zusätzlich sammelt bzw. sammelte sie pflanzliche Nahrung und Kleintiere im Umfeld des Lagers als Nahrungsgrundlage und bereitet die Nahrung zu, während der Mann meist auf der Jagd ist und für das proteinreiche Fleisch sorgt. In traditionellen Grabstock- und Hackbaukulturen wird der größte Teil der Arbeit zur Nahrungsversorgung durch die Frauen geleistet, wodurch sich in diesen Völkern häufig matriarchische Strukturen durchsetzten. Im Gegensatz dazu spielt sie bei nomadisierenden Hirtenvölkern eine geringere Rolle bei der Nahrungsbeschaffung.
Manche Anthropologen wie zum Beispiel Margaret Ehrenberg gehen davon aus, dass urgeschichtlich Frauen gegenüber Männern die Angeseheneren waren. Für die frühen Gruppen der Jäger und Sammler waren demnach weibliche Mitglieder durch die größere Stetigkeit der Erträge als Sammlerinnen gegenüber dem wechselnden Erfolg der Jäger ökonomisch möglicherweise wichtiger. Mit ihrer Fähigkeit zu gebären trugen Frauen zum Erhalt der Gruppe bei. Die Tatsache, dass die Mutter eines Kindes immer zweifelsfrei benennbar ist, dies für die Vaterschaft jedoch nicht gilt, soll die Rolle der Frau innerhalb der Gruppe gestärkt haben. Ob für die Urgeschichte überhaupt von einer Geschlechterhierarchie gesprochen werden kann, ist jedoch umstritten.
In Wildbeuterkulturen waren Männer für die Jagd zuständig. Fleisch mit seinem Protein- und Fettgehalt war vor allem in kalten, nördlichen Breiten ein kostbares Lebensmittel. Frauen sicherten durch Sammeln von Früchten, Kräutern und Samen die Ernährungsgrundlage; es sind jedoch auch Jägerinnen nachgewiesen. Während die Männer umherstreiften, regelten Frauen das übrige Leben: bereiteten Speisen, hüteten das Feuer nach dessen Zähmung, sorgten für die Vorratshaltung, errichteten Hütten, stillten die Säuglinge und zogen in Gruppen die Kleinkinder heran. Frauen bildeten das eher stabilisierende, engstverflochtene Netzwerk der Gruppe.
Um die Fähigkeit der Frau, Leben zu schenken, sollen in der Altsteinzeit die ersten Kulte und Religionen entstanden sein, bei denen Ahninnen und hauptsächlich weibliche Gottheiten verehrt wurden. Diese Vorstellung dient der verbreiteten, aber nicht unbestrittenen Idee, für die Urgeschichte sei ein Matriarchat anzunehmen, als Grundlage. Mit archäologischen Mitteln ist es jedoch nicht möglich, so weitreichende Aussagen über die Gesellschaftsform zu machen.
Frauen sollen nach Ehrenberg einen wesentlichen Anteil an der Entwicklung des Ackerbaus und weiterer Kulturtechniken gehabt oder diese erfunden haben. Mit der neuen Wirtschaftsweise ging in der Jungsteinzeit ein deutliches Bevölkerungswachstum einher, da erstmals Produktionsüberschüsse gehortet werden konnten. In Folge bildeten sich erste soziale Unterschiede heraus. In diesem über mehrere tausend Jahre andauernden Prozess, so wird vermutet, habe sich die symbolische oder tatsächliche Vorrangstellung der Frauen oder die Gleichrangigkeit der Geschlechter zugunsten der Männer nachhaltig verschoben. Dies ging wahrscheinlich auf eine stärkere Beteiligung der Männer im landwirtschaftlichen Pfluganbau und der Ernte, zusammen mit der Groß- und Kleintierzucht und Tierhaltung, zurück, wodurch die Stellung der Frau geschwächt wurde.

### Frauen im Altertum
Das klassische Altertum war patriarchalisch organisiert und die Rolle der Frau war der des Mannes untergeordnet. Im antiken Griechenland war die Frau auf ihre Aufgaben im Haushalt beschränkt und hatte eine eingeschränkte Rechtsfähigkeit.
Dies traf auch im antiken Rom zu, wo die Frau weitgehend rechtslos dem Vater oder dem Gatten untergeordnet war. Im Haus war sie allerdings selbstständig und eine verheiratete Frau genoss gesellschaftliche Achtung. Um etwa 100 vor der christlichen Zeitrechnung wurde ihr rechtlicher Status zunehmend verbessert.
Auch die Germanen sowie weitere Völker waren stark patriarchalisch organisiert. Hier war die Frau ohne Rechtsfähigkeit und ging aus der väterlichen Gewalt in die des Gatten über. Die Achtung gegenüber der Frau, die auch als potenzielle Seherin betrachtet wurde, und die Schutzpflicht gegenüber einer Frau milderte jedoch die Härte des Rechts und potenzieller Bestrafungen durch den Mann.

### Frauen im frühen Christentum
In den Paulusbriefen gibt es Hinweise darauf, dass Frauen im Urchristentum führende Rollen eingenommen haben könnten. Zwar findet sich im 1. Brief des Paulus an die Korinther das „paulinische Schweigegebot“ für Frauen in der Kirchengemeinde. Zu diesem gibt es aber Vermutungen, dass es erst später hinzugefügt worden sei, da im selben Brief davon geschrieben wird, wie Frauen beten oder prophetisch reden sollen.
Grundsätzlich änderte sich aber in der Alten Kirche, mit der wachsenden Bedeutung in Rom, die Rolle und die Stellung der Frau nicht. Sie galt als das „Gefäß der Sünde“. Männer hatten bis in die Zeit des Frankenreichs im 5. bis 9. Jahrhundert die rechtliche Geschlechtsvormundschaft über die Ehefrau. Diese nahm zum Mittelalter hin zunehmend ab und wurde zu einer Beistandspflicht und Sachverwalterschaft in Rechtsfragen.

### Frauen im späten Mittelalter bis zur Neuzeit
Im späteren Mittelalter entstand aufgrund von Kriegen, Fehden und Krankheiten ein starker Überschuss an Frauen in der Gesellschaft, der zu soziologischen Problemen führte. Auf etwa 1000 Männer kamen 1150 Frauen, also ein Überschuss von etwa 15 %, und die Frauen bekamen eine größere Bedeutung im Wirtschafts- und Gewerbewesen der Städte. Durch die ab etwa um 1300 durch Frauen neu gegründeten Gewerbe stiegen bis etwa 1650 das Ansehen und die soziale Stellung der Frauen, die sich vor allem in nicht durch Zünfte organisierten Wirtschaftszweigen durchsetzen und im Groß- und Kleinhandel gleichrangige Bedeutung mit Männer haben konnten. Rechtlich wurden Frauen im Handel den Männern teilweise gleichgestellt, so etwa im Hamburger Stadtrecht von 1603.

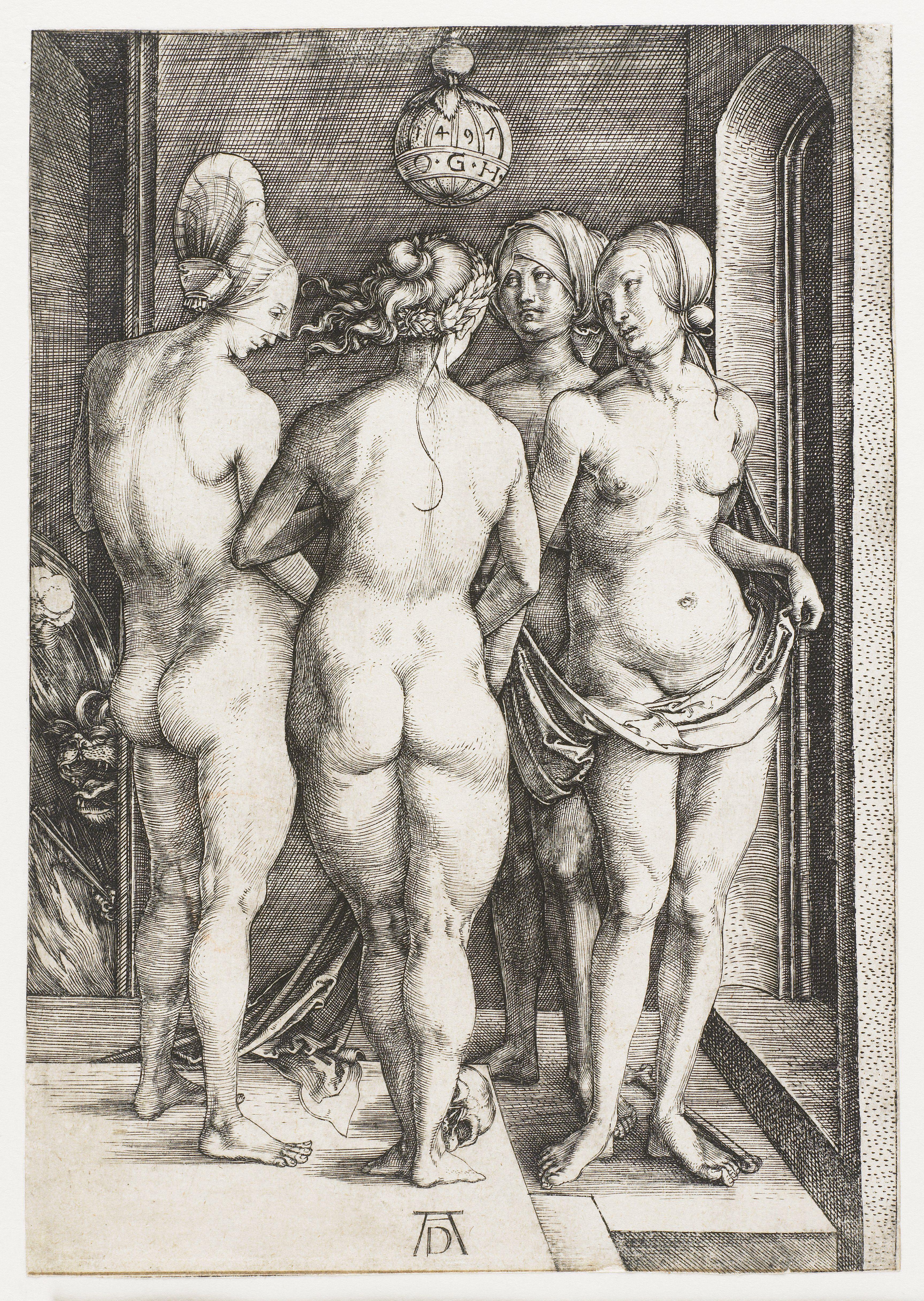
Albrecht Dürer 1491: Die vier Hexen

Einige dieser Gesetze wurden jedoch im Spätmittelalter und in der frühen Neuzeit zurückgezogen und durch die Rückbesinnung der antiken Ideale in der Renaissance sowie durch die zeitgenössische Auslegung römischen Rechts und die Hexenverfolgung. Vor allem letztere führte zu massiver Unfreiheit von Frauen, die Gefahr liefen, durch die Anschuldigung der Hexerei und „sexueller Anomalien“ verfolgt und getötet zu werden. Dieser Verfolgung fielen etwa 100.000 Frauen zum Opfer.
Auch als Hausherrin hatte die Frau des Mittelalters und der frühen Neuzeit gegenüber dem mit ihr verheirateten Hausherrn eine meist deutlich untergeordnete Funktion, etwa als „Gehuelfin des Mannes“. Bei Dionysius Carthusianus wurde Mitte des 15. Jahrhunderts ein partnerschaftliches Modell der ehelichen Lebensgemeinschaft entwickelt, nach dem der Hausfrau als „socia und amica des paterfamilias“ eigene Rechte zugestanden werden. Auch Francesco Barbaro sprach bereits 1415 (dargelegt 1416 in De re uxoria) von einer anzustrebenden Freundschaft.
Ab etwa der zweiten Hälfte des 17. Jahrhunderts gelang es zunehmend Frauen der oberen sozialen Schichten, Zugang zu höherer Bildung zu bekommen und so den Status des „gelehrten“ und später des „galanten Frauenzimmers“ zu etablieren. Im Rokoko wurde vor allem durch diese Frauen die gesellschaftliche und geistige Entwicklung mitbestimmt. Im späten 18. und im 19. Jahrhundert wurden Frauen wie Rahel von Varnhagen oder Bettina von Arnim zentrale Personen der literarischen Salons und einige Frauen wie Anna Louisa Karsch und George Sand konnten sich als Schriftstellerinnen etablieren. Zu dieser Zeit setzte zudem die politische Frauenbewegung ein, die sich für die rechtliche Gleichstellung der Frau und ihre Selbstständigkeit im öffentlichen Leben einsetzte. Erst mit dem Allgemeinen Deutschen Handelsgesetzbuch 1897 erlangten Frauen ihren früheren rechtlichen Status im Handelswesen zurück, zur etwa gleichen Zeit und kurz darauf erlangten Frauen in einzelnen Ländern das passive Wahlrecht und später auch das aktive Wahlrecht.

## Die Frau in der Gesellschaft

### Gesellschaftliche Rolle und Emanzipation
In vielen, besonders nicht-westlichen, Kulturen gibt es eine mehr oder weniger ausgeprägte geschlechtliche Arbeitsteilung. In vielen traditionellen Gesellschaften werden Frauen in der Regel überwiegend reproduktive und Männern produktive Aufgaben zugeschrieben. Die reproduktiven Aufgaben in einer Gesellschaft beinhalten insbesondere die Erziehung und Betreuung von Kindern, aber auch die Pflege kranker und alter Menschen, das Bereitstellen von Nahrung, Kleidung usw. Diese Arbeitsteilung ist sehr alt und ging nicht notwendigerweise mit einer Nachrangigkeit der Frau einher. Welche Bedingungen dazu führten, dass Frauen wirtschaftlich und gesellschaftlich von Männern abhängig wurden und sich diesen unterordnen mussten, kann nur in dem historischen Kontext von Umweltbedingungen, Kultur, Weltanschauung oder Religion, Gesellschaft und Wirtschaftsweise beantwortet werden.

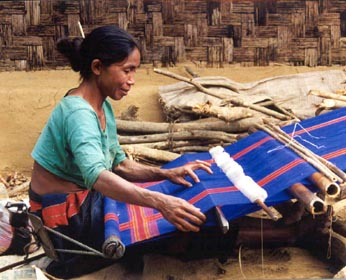
Frau aus Bangladesch beim Weben, Kleiderherstellung war in vielen Kulturen Frauendomäne
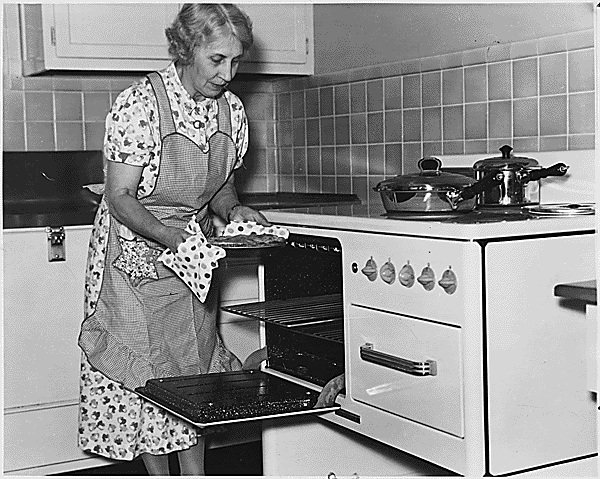
Amerikanische Hausfrau beim Kuchenbacken (1950er–1960er Jahre)
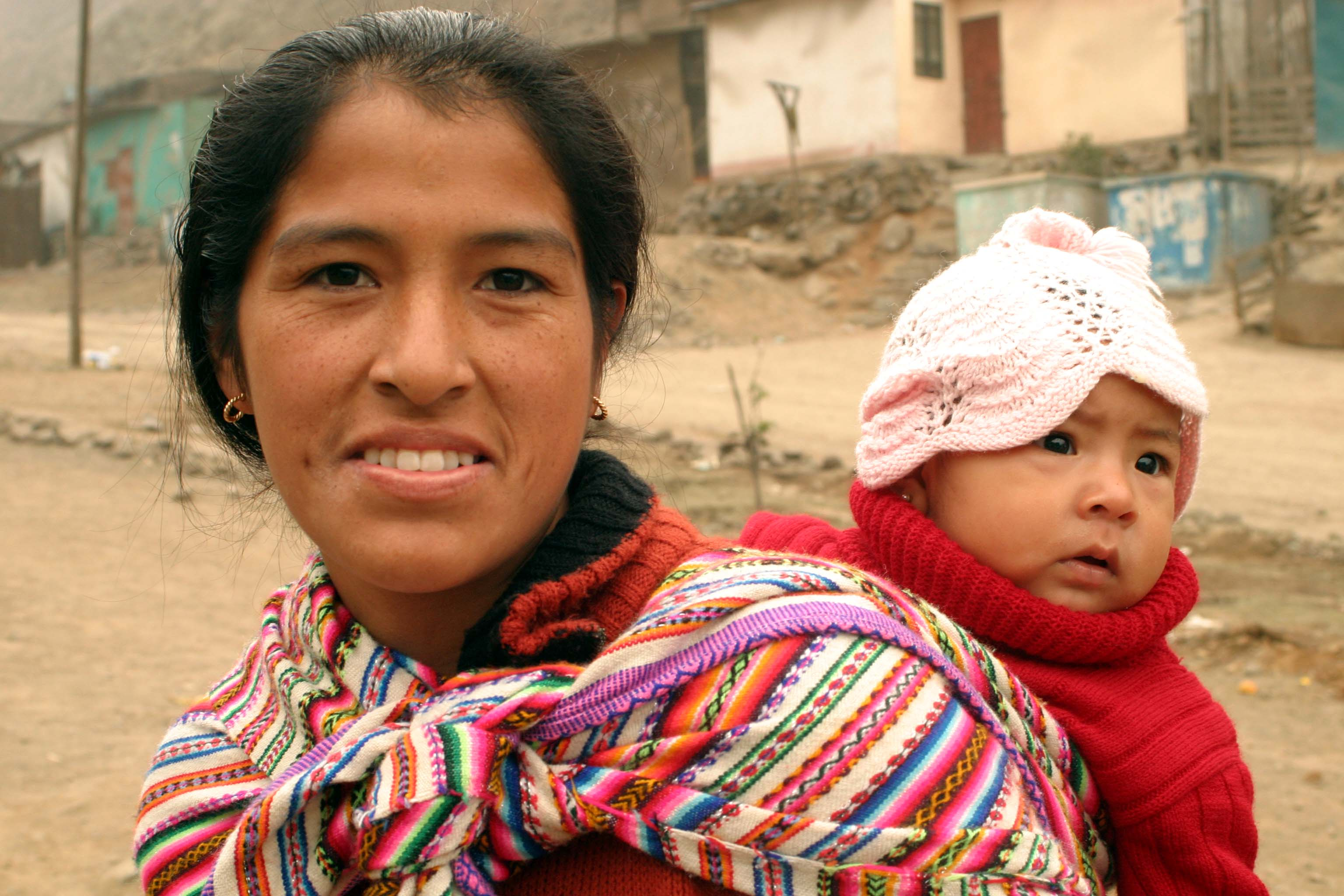
Peruanische Frau mit Kind im Babytragetuch

In allen europäischen Ländern galten noch zu Beginn des 20. Jahrhunderts nur Männer als juristisch handlungsfähig, eine unverheiratete Frau benötigte einen Vormund. In vielen Ländern außerhalb Europas ist das heute noch so. Umstritten ist bis heute die Frage des Selbstbestimmungsrechts über den eigenen Körper bzw. Einordnung und Umfang der Rechte des Nasciturus im Fall einer Schwangerschaft, obwohl im Laufe des 20. Jahrhunderts eine Reihe von Staaten ein liberaleres Abtreibungsrecht eingeführt haben.

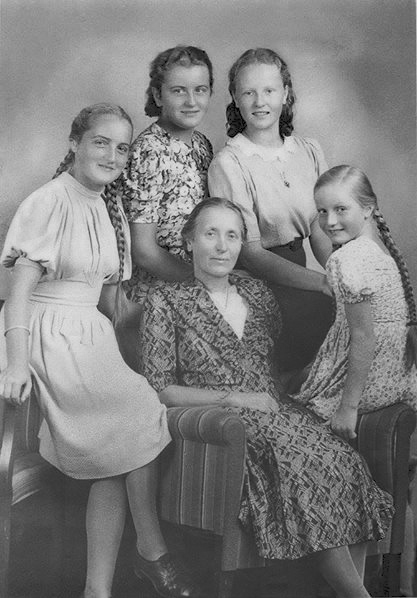
Zum Bildungsbürgertum gehörende Frau mit ihren Töchtern (1938)
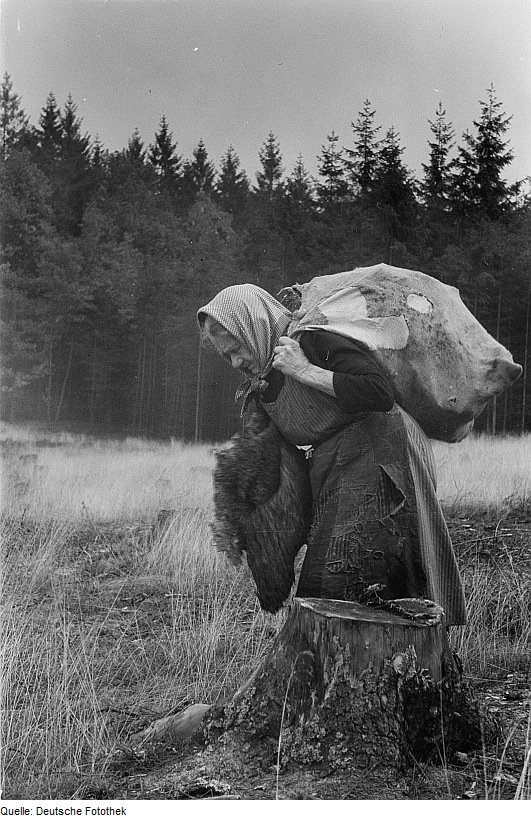
Alte Frau sammelt Brennholz kurz nach dem Zweiten Weltkrieg, bei Dresden (1946)
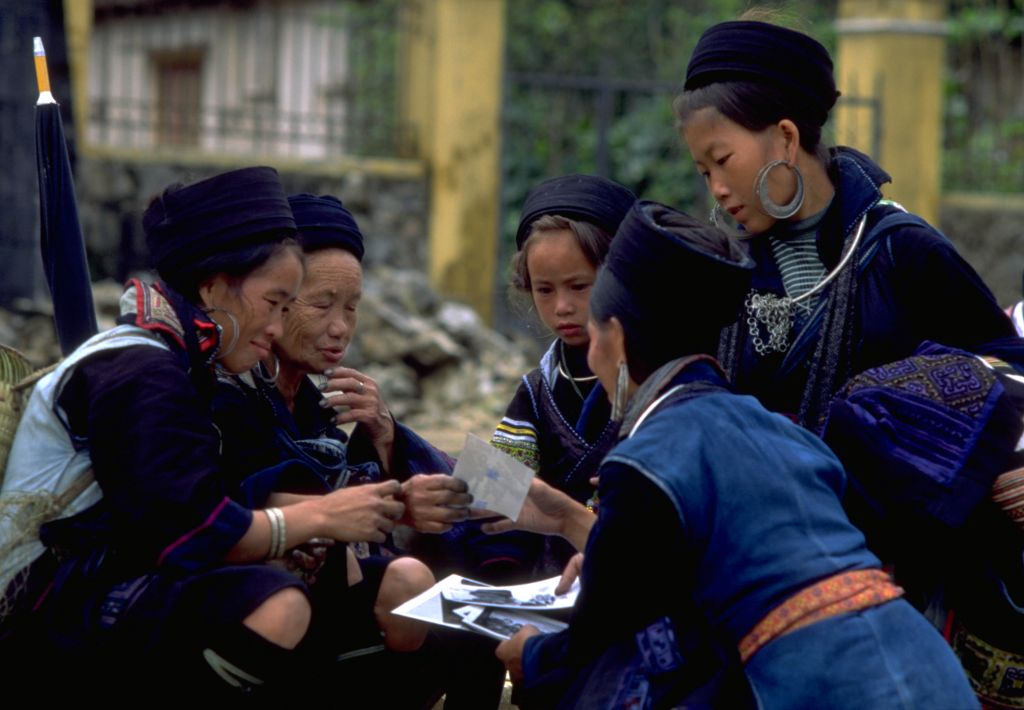
Weibliche Hmong in Trachten

Durch die Frauenbewegungen in den USA und Europa seit Ende des 19. Jahrhunderts und die durch sie ausgelöste Emanzipation der Frauen wurden in der westlichen Welt die traditionellen patriarchal strukturierten Geschlechterrollen in Frage gestellt. Heute steht Frauen vor allem in westlichen Ländern jede Berufsausbildung offen und sie sind in den meisten Ländern juristisch den Männern gleichgestellt. In Deutschland gibt es einige Gesetze (z. B. § 56 Abs. 2 Satz 8 SGB VI, § 2 BGG), welche Frauen bevorzugen, um eine tatsächliche Gleichberechtigung von Frauen und Männern umzusetzen.
In Gesellschaften, in denen der Status einer Frau real oder vermeintlich zum Teil über ihre Schönheit definiert ist, kann es zu einem regelrechten „Schönheitswahn“ kommen, der zu psychischen Störungen wie zum Beispiel Essstörungen führen kann.
Franziska Schutzbach schreibt in Die Erschöpfung der Frauen: wider die weibliche Verfügbarkeit, dass Frauen aufgrund von Mehrfachbelastungen und der Rolle in der Gesellschaft häufig erschöpft seien.

### Frauen in der Arbeitswelt
Der Arbeitsmarkt in Westeuropa weist eine geschlechtsspezifische Segregation auf, bei der in reproduktiven und Dienstleistungsberufen überdurchschnittlich viele Frauen anzutreffen sind: Erziehungs- und Ausbildungsberufe, Pflegeberufe, Verkauf und kaufmännische Berufe. Man spricht auch von Frauendomänen. Auch innerhalb frauentypischer Berufsfelder tritt eine geschlechtliche Segregation zutage, so dass, bezogen auf die Grundgesamtheit im untersuchten Berufsfeld, überdurchschnittlich wenige Frauen in Führungspositionen anzutreffen sind. Hinzu kommt, dass in Berufsfeldern wie zum Beispiel Krankenpflege oder Unterstufenlehrerinnen trotz intensiver politischer Bemühungen bislang das Lohnniveau tiefer als in den Berufsfeldern ist, in denen überdurchschnittlich viele Männer arbeiten, wie zum Beispiel auf dem Bau oder in der Produktion.

### Frauen in der Politik
In den meisten Ländern der Welt sind Frauen in den Regierungen und in der Politik unterrepräsentiert. Im Januar 2019 lag der durchschnittliche Anteil der Frauen in den nationalen Parlamenten global bei 24,3 %. Dabei lag der höchste Anteil mit 42,5 % an Frauen in den Parlamenten in den Nordischen Staaten, während er im Schnitt der anderen europäischen Staaten bei 27,2 % lag. Die geringsten Anteile haben demnach die Pazifikstaaten mit 16,3 %, der Mittlere Osten und Nordafrika mit 19,0 % und die asiatischen Staaten mit 19,9 %. Im südlichen Afrika (Subsahara-Afrika) lagen die Anteile bei 23,9 % und in den Staaten Nord- und Südamerikas bei 30,6 %.
Das Wahlrecht als Bürgerrecht wurde den Frauen in zahlreichen westlichen Ländern bis in das 20. Jahrhundert verweigert. In Neuseeland erhielten Frauen 1893 das aktive und 1919 das passive Wahlrecht, wodurch man dort für sich beansprucht, „das erste selbstregierte Land der Welt“ („first self-governing country in the world“) mit Frauenwahlrecht gewesen zu sein. Das von Großbritannien in die Staatssouveränität entlassene und neu gegründete Commonwealth of Australia übernahm 1902 das neuseeländische Beispiel, führte jedoch gleichzeitig das passive und aktive Wahlrecht ein. Weltweit war 1919 die Demokratische Republik Aserbaidschan der erste mehrheitlich muslimische Staat, der ein den Männern gleichberechtigtes Frauenwahlrecht einführte. Am 30. April 1937 ließen die Philippinen Frauen in einem Plebiszit selbst über das Frauenwahlrecht entscheiden und waren damit das zweite Land in Asien, in dem das aktive und passive Wahlrecht der Frauen beschlossen wurde. 1950 wurde das Frauenwahlrecht in Indien eingeführt, 1963 im Iran.
In Europa dauerte es bis weit in das 20. Jahrhundert, bis Frauen in allen Staaten wählen durften. In der Schweiz wurde das Frauenwahlrecht erst zu den Parlamentswahlen 1971 eingeführt, und im Kanton Appenzell Innerrhoden erhielten Frauen erst 1991 das Wahlrecht in lokalen Angelegenheiten, nachdem der Kanton vom Bundesgericht der Schweiz dazu gezwungen wurde. In Liechtenstein wurde das Wahlrecht für Frauen 1984 durch ein Frauenwahlreferendum eingeführt. In den Vereinigten Staaten wurde das Frauenwahlrecht schrittweise eingeführt, zunächst auf staatlicher und lokaler Ebene. Beginnend im späten 19. und frühen 20. Jahrhundert und ab 1920 erhielten Frauen in den USA mit der Verabschiedung des 19. Zusatzes zur Verfassung der Vereinigten Staaten das allgemeine Wahlrecht.
Einführung des aktiven Frauenwahlrechts weltweit (gelb = kein Frauenwahlrecht):

## Frauen in der Wissenschaft
Wie viele andere Lebensbereiche wurden die Medizin und die Wissenschaften bis in das 20. Jahrhundert von Männern dominiert und Frauen spielten, trotz einiger Ausnahmen, nur eine sehr untergeordnete Rolle. Historische Belege für die Existenz von Wissenschaftlerinnen sind seit frühester Zeit bekannt. Je nach Region, Zeitepoche und gesellschaftlichem System konnte die Arbeit der frühen Forscherinnen mehr oder weniger Geltung gewinnen beziehungsweise eine historische Überlieferung bis in die heutige Zeit erfahren. In der Antike und weit darüber hinaus schufen Frauen neues Wissen vornehmlich in den Bereichen Medizin und Chemie bzw. Alchemie. So gilt etwa die babylonische Parfümeurin Tapputi aus dem 12. Jahrhundert vor unserer Zeitrechnung als früheste bekannte Chemikerin der Welt. Die Botanikerin und Medizinerin Artemisia II. entdeckte um 300 vor unserer Zeitrechnung die Heilwirkung einer Reihe von Pflanzen. Im antiken Griechenland war Frauen die Ausübung von medizinischen Berufen verboten. Die Philosophen Pythagoras, Sokrates und Epikur stellten das Rollenmodell in Frage und forderten, dass Frauen mit derselben Intensität ausgebildet würden wie Männer. Einige mathematisch-philosophische Denkschulen hatten allerdings viele aktive weibliche Mitglieder. Die Mathematikerin Theano war Lehrerin in der Schule des Pythagoras und übernahm ihre Leitung nach dessen Tod.

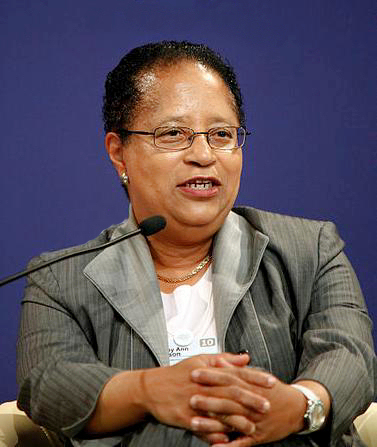
Die US-amerikanische Atomphysikerin Shirley Ann Jackson auf dem Weltwirtschaftsforum 2010 in China

Das europäische Mittelalter trennte die Forschenden per Geschlecht in zwei Gruppen auf und verlagerte weibliche Wissenschaft in die Nonnenklöster. Einige Frauen, vor allem Nonnen, erfuhren einiges Ansehen aufgrund ihrer Aktivitäten. So konnten sich einige Frauenklöster zu Bildungsstätten für Adelstöchter entwickeln und dort auch Naturwissenschaften und Medizin lehren. In den modernen Universitäten der frühen Neuzeit waren Frauen bis auf Ausnahmen nicht zugelassen. In den folgenden Jahrhunderten zentrierte sich die Wissenschaft in einem kleinen akademischen Zirkel, von dem Frauen institutionell durch eine weitgehende Geschlechterseparierung im Bildungssystem ausgeschlossen wurden.
Seit dem späten 19. Jahrhundert werden Frauen in vielen Ländern schrittweise zur akademischen Befähigung für das wissenschaftliche Arbeiten zugelassen. Weltweit sind allerdings auch heute noch mehr Männer als Frauen in der universitären sowie außeruniversitären Forschung tätig. In OECD-Ländern steht der geringere Anteil an Wissenschaftlerinnen aber einer weitgehend ausgeglichenen Relation zwischen Studentinnen und Studenten gegenüber. In den meisten Ländern wächst die Partizipation von Frauen in der Wissenschaft langsam und stetig. Kohortenstudien weisen aber darauf hin, dass mehr Frauen als Männer von einer wissenschaftlichen Karrierestufe zur nächsten den Wissenschaftsbetrieb verlassen. So lag etwa der Anteil der Studentinnen in Deutschland bei einer Analyse im Jahr 2009 bei etwa 50 % und hielt sich bis zum Abschluss auf diesem Niveau, der Frauenanteil nahm danach allerdings zunehmend ab:
| [ 29 ] |

## Geschlechterverteilung

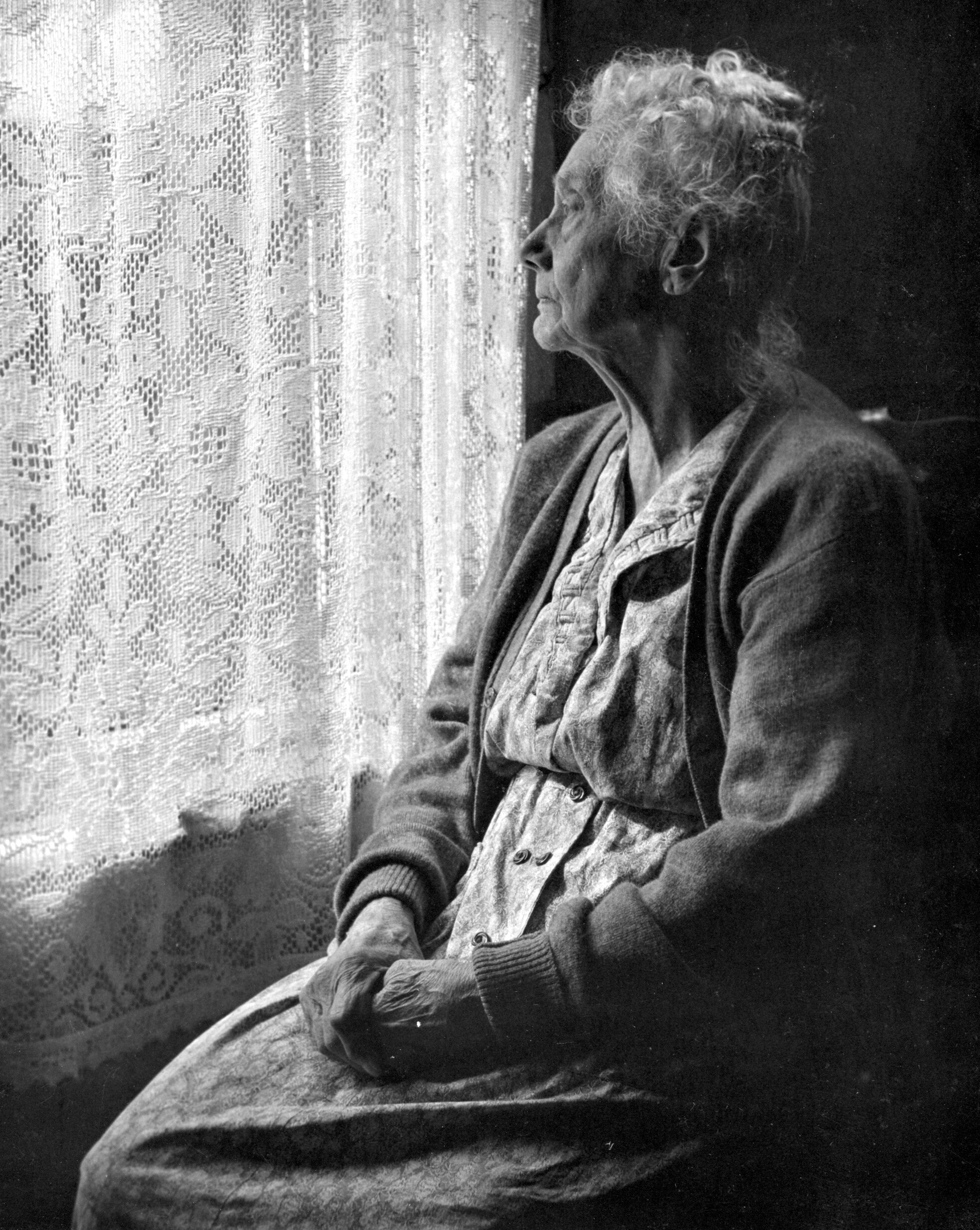
Alte Frau

Obwohl in Zeiten ausreichenden Nahrungsangebots etwas mehr männliche Kinder geboren werden – das Verhältnis liegt bei etwa 105 zu 100 –, machen Frauen die Mehrheit der Erwachsenen aus. Dies liegt unter anderem daran, dass Männer in allen Altersstufen eine etwas höhere Sterblichkeit aufweisen – besonders im Alter bis 30 Jahre durch Unfälle. Frauen haben aus verschiedenen Gründen eine um etwa fünf Jahre höhere Lebenserwartung, teils durch tatsächliche geschlechtliche Unterschiede, teils durch die gesellschaftliche Rolle begründet.

## Etymologie
Mittelhochdeutsch vrouwe, althochdeutsch frouwa sind (wie der altisländische Name der Göttin Freyja) weibliche Bildungen zu einem im Deutschen untergegangenen germanischen Wort für „Herr“, das nur noch in Wortbildungen wie Fronleichnam und Frondienst weiterlebt. Die eigentliche Bedeutung des Maskulinums ist „der erste“; es gehört zu indogermanisch prō̆- „vorwärts, vorn“.

## Bezeichnungen für Frauen

Das Symbol der Göttin Venus für die Weiblichkeit: vereinfacht ein Handspiegel

Bis ins 16. Jahrhundert wurden als „Frau“ nur erwachsene und/oder verheiratete Personen weiblichen Geschlechts der feudalen Oberschicht bezeichnet. Mit der Übernahme dieser Anrede durch frühbürgerliche Schichten wich die Oberschicht ab dem 17. Jahrhundert auf die vom Lateinischen domina hergeleitete Bezeichnung „Dame“ aus, die im Deutschen heute noch als höfliche Anrede oder zur Benennung von Frauen im Sport verwendet wird (Damenhockey). Allgemein und ohne Wertung wurde bis dahin eine weibliche erwachsene Person als Weib bezeichnet. In der Folge wurde dieses Wort bis heute – abgesehen von seiner Verwendung im Adjektiv „weiblich“ – meist als abwertend verstanden. Respektvoll ist die heute nur noch selten gebrauchte Bezeichnung holdes Weib (siehe Ode an die Freude von Friedrich Schiller). Bis ins späte 20. Jahrhundert war für ledige Frauen die verkleinernde Bezeichnung und Anrede als Fräulein üblich. Sie findet sich heute noch in der scherzhaften Ansprache von Mädchen.
Im Deutschen werden viele Tätigkeitsbezeichnungen wie Berufe in Abhängigkeit davon unterschieden, ob diese von einem Mann oder einer Frau ausgeführt werden. Dazu wird, anders als bei sonstigen Unterschieden wie beispielsweise Herkunft, kein Adjektiv verwendet, sondern es gibt für fast alle Berufe abgeleitete (movierte) weibliche Bezeichnungen, meist durch Anhängen der Endung -in kenntlich gemacht: Autorin, Bäckerin. Eine Ausnahme dazu ist etwa die Zimmerin zu der Zimmermann (Vgl. auch Freiin statt Freifrau). Der Duden verzeichnet in der 23. Auflage 2004 erstmals alle weiblichen Bezeichnungsformen. Endet die Bezeichnung auf -mann, wird dies meistens durch -frau ersetzt: Bürokaufmann → Bürokauffrau (übergeordnet: Kaufleute). Unterschiedliche Bedeutungen haben Zimmermädchen und Zimmerfrau (Vermieterin), in diesem Fall ohne die einfache Möglichkeit, eine männliche Form zu bilden. Nur wenige Berufe werden nicht nach dem Geschlecht unterschiedlich bezeichnet; so wird heute, nachdem die Anrede Fräulein gesellschaftlich aus der Mode kam, die Bezeichnung Ober sowohl für weibliche als auch männliche Kellner verwendet, da die weibliche Form Oberin in anderem Zusammenhang verwendet wird. Für die weiblichen Berufsbezeichnungen Hebamme und Krankenschwester wurden neue Bezeichnungen geschaffen, um maskuline Bezeichnungen bilden zu können: Entbindungspfleger, Krankenpfleger (mit davon wiederum abgeleiteter weiblicher Form: Krankenpflegerin); seit 2020 gilt die Berufsbezeichnung Hebamme aber auch für männliche Berufsangehörige (siehe auch Sprachliche Gleichbehandlung von Männern und Frauen bei Berufsbezeichnungen).

In Anschreiben und Ansprachen wird heute oft ausdrücklich sowohl die weibliche als auch die männliche Form der Bezeichnung genannt (siehe Geschlechtergerechte Sprache und Politische Korrektheit). Da diese Paarform (Beidnennung) aber in längeren Texten einen spürbaren Mehraufwand bedeutet, werden stellenweise Abkürzungen verwendet, um Sparsamkeit und Korrektheit zu vereinen. Am bekanntesten ist die Schreibweise mit Schrägstrich: Student/innen, Student/-innen (die amtliche Rechtschreibung erlaubt nur mit Bindestrich). Von den amtlichen Regeln nicht abgedeckt ist die Schreibweise mit Binnen-I: StudentInnen, wie auch über die Zweigeschlechtlichkeit hinausgehende Genderzeichen wie Gender-Gap (Student_innen) oder Genderstern (Student*innen). Diese wollen alle menschlichen Geschlechter und Geschlechtsidentitäten einschließen. Auch das Hervorheben der Tätigkeit mit Partizipien wird verwendet, so soll der Plural Studierende geschlechtsneutral alle Geschlechter ansprechen. Demgegenüber ist das generische Maskulinum eine Gebrauchsgewohnheit, bei der grammatisch männliche Personenbezeichnungen oder Pronomen im verallgemeinernden Sinne (generisch) verwendet werden, wenn das biologische beziehungsweise soziale Geschlecht (Gender) der bezeichneten Personen unbekannt ist oder nicht von Bedeutung sein soll. Dass die Bezeichnung „Frau“ sowie weibliche Bezeichnungsformen auch für trans Frauen angemessen sind, erklärt die Sprachwissenschaftlerin Gabriele Diewald 2020 im Handbuch geschlechtergerechter Sprache des Dudenverlags: 

„Inzwischen besteht weithin die Übereinkunft, dass es sinnvoll ist, zwischen biologischem Geschlecht (= natürliches Geschlecht, Sexus) und sozialem Geschlecht  (= Gender) zu unterscheiden.  […] Die biologische Kategorie ‚weiblich‘ wird mit der Genderkategorie ‚Frau‘ als inhärent verknüpft gedacht; die biologische Kategorie ‚männlich‘ gilt analog dazu als mit der Genderkategorie ‚Mann‘ verbunden.“

## Aktionstage
- 1. Februar: World Hijab Day und No Hijab Day
- 6. Februar: Internationaler Tag gegen weibliche Genitalverstümmelung
- 11. Februar: Internationaler Tag der Frauen und Mädchen in der Wissenschaft
- 8. März: Internationaler Frauentag (Weltfrauentag)
- 28. Mai: Internationaler Aktionstag für Frauengesundheit (International Day of Action for Women’s Health)[34][35]
- 11. Oktober: Internationaler Mädchentag
- 15. Oktober: Internationaler Tag der Frau in ländlichen Gebieten (International Day of Rural Women)[36]
- 25. November: Internationaler Tag zur Beseitigung von Gewalt gegen Frauen
- jährlich neu festgelegt: Equal Pay Day